# Допечатная подготовка
Допечатная подготовка (англ. Prepress) — технологические процессы, необходимые для подготовки печатных форм. В настоящее время — это процесс изготовления цифровых макетов полиграфических изделий с использованием настольных издательских систем.

## Описание
Сотрудник типографии, либо предпечатного бюро, в обязанности которого входит предпечатная подготовка макетов к печати называется предпечатником (допечатником, PrePress). Помимо основ (размещение на печатном листе макета/макетов, технологических шкал и меток, знаний о технических особенностях различных печатных машин как вообще так и в конкретной типографии и т. д.) предпечатник может специализироваться на спуске полос, цветокоррекции, ретуши и т. д.
Для получения предсказуемого результата печати изделия необходимо на стадии изготовления дизайна и допечатной подготовки изделия иметь полную информацию о конечном изделии. А именно: конечный размер изделия (обрезной формат), цветность (красочность), профиль печатного оборудования, на котором будет производиться печать изделия, а также необходимо описать всю цепочку послепечатной обработки изделия.
Немалую роль в качестве печати полиграфических изделий играет профилирование полиграфического оборудования. Данная процедура проводится для конкретной модели печатной машины и вида запечатываемого материала и в дальнейшем используется для разработки дизайна полиграфического изделия, допечатной подготовки и изготовления цветопроб. В случае, если полиграфическое предприятие сертифицировано по какому либо стандарту печати, данная процедура не требуется, а первоначальная допечатная подготовка и печать осуществляется по стандарту, которому следует предприятие.

## Этапы допечатной подготовки
1. Разработка дизайна или общей концепции конечного полиграфического изделия.[источник?]
2. Изготовление электронного макета изделия с использованием программного обеспечения (программы верстки).
3. Корректорская вычитка/правка текстового содержания макета.
4. Внесение необходимых коррекций в макет с учётом особенностей печатного и послепечатного оборудования (цветокоррекция, расстановка треппинга и т. д.).
5. Изготовление цветопробы (цветного образца конечного изделия)
6. Изготовление электронного спуска полос с учётом последующей послепечатной обработки изделия (биговка, фальцовка, резка и т. д.).
7. Изготовление цветоделённых диапозитивов (вывод плёнок) или отправка электронных спусков полос на устройство CTP для изготовления печатных форм.
8. Изготовление печатных форм для печатного оборудования для последующей печати изделия.

Каждый этап включается в процесс или исключается из него в зависимости от производственной необходимости.